# Marijan Alković
Marijan Alković (Bukovlje, Slavonski Brod, 4. prosinca 1879. – 24. travnja 1953.), hrvatski prozaist.
Za života objavio jedno djelo: Put: Beograd-Sofija-Carigrad (1911.) i u periodici nekoliko novela. Na objavljivanje još čekaju njegovi rukopisi: Put po Italiji, Vojničke bilješke i Srbija.